# Locketidium
Locketidium là một chi nhện trong họ Linyphiidae.